# 이원창 (1886년)
이원창(李源昌, 일본식 이름: 駒城秀康고마조 히데야스, 1886년 11월 21일 ~ ?)은 일제강점기의 관료로, 본관은 용인이며, 본적은 충청남도 예산군 고덕면이다.

## 생애
1903년 1월 전무학당을 졸업했고 한성전보국 주사를 역임했다. 1908년 2월 의정부 외사국 주사를 역임했고, 1910년 12월 21일 조선총독부 총무국 인사국 소속으로 근무했다. 1912년 8월 1일 일본 정부로부터 한국병합기념장을 받았으며, 같은 해 12월 8일 경기도 고양군 서기로 임명되었다. 1921년 8월 경기도 시흥군 서기로 임명되었으며, 1922년 12월 조선권업신탁주식회사 서기를 역임했다.
1925년 7월 조선총독부 임시교과용 도서 편집사무 촉탁으로 근무했으며, 같은 해 11월 조선총독부 편수서기로 임명되었다. 1927년 10월 29일 평안남도 덕양군수로 임명되었고 1928년 11월 16일 일본 정부로부터 쇼와대례기념장을 받았다. 1929년 9월 20일 전라남도 완도군수로 임명되었으며, 1932년 10월 1일 일본 정부로부터 조선 쇼와 5년 국세 조사 기념장을 받았다. 1935년 6월 29일 전라남도 장흥군수로 임명되었고 1938년 4월 16일부터 1943년 2월 25일까지 전라남도 무안군수를 역임했다.
군수 재직 시절 일본 정부로부터 훈6등 서보장(1934년 8월 4일 수여)과 훈5등 서보장(1939년 10월 26일 수여)을 받았으며, 고등관 7등(1929년 9월 20일 서위)과 고등관 6등(1931년 12월 28일 서위), 고등관 5등(1934년 4월 29일 서위), 고등관 4등(1937년 9월 30일 서위), 고등관 3등(1942년 9월 30일 서위)에 서위되었다. 1939년 1월 8일 《경성일보》에 무안군미곡통제조합장 명의로, 중일 전쟁 승리의 새해를 축하하고 일본군의 분투에 감사한다는 내용을 담은 광고를 게재했다.
전라남도 장흥군수와 무안군수 재직 시절 중일 전쟁에 협력한 공로를 인정받아 1940년 4월 지나 사변 공적자로 추천되었으며, 같은 해에 열린 일본 기원 2600년 축전에 초대받았다. 1942년 일본적십자사로부터 유공장을 받았으며, 1943년 2월 25일 의원 면직되었다. 1943년 3월 24일 일본 정부의 특지에 의해 정5위에 서위되었다.
민족문제연구소의 친일인명사전 수록자 명단의 관료 부문, 친일반민족행위진상규명위원회가 발표한 친일반민족행위 705인 명단에 포함되었다.

## 참고 자료
- 친일반민족행위진상규명위원회 (2009). 〈이원창〉. 《친일반민족행위진상규명 보고서 Ⅳ-13》. 서울. 703~711쪽.